# Ipécoside
L’ipécoside est un composé aromatique de formule C27H35N1O12. C'est un produit naturel appartenant au groupe des glycosides terpénoïdes qui se trouve chez les plantes du genre Psychotria et chez Carapichea ipecacuanha (famille des Rubiaceae).